# جعفرخان کاشانی
جعفرخان معمارباشی کاشانی معماری که سال ۱۲۲۹ خورشیدی به دنیا آمده و سال ۱۳۱۳ خورشیدی از دنیا رفته‌است.
وقتی جعفرخان معمار از کاشان به تهران می‌آید و دنبال کار می‌گردد، بناهایی که روی مسجد کار می‌کردند به او کار نمی‌دهند و نمی‌گذارند وارد ساخت‌وساز مدرسه بشود. معمار هم سراغ سپهسالار می‌رود و می‌گوید محلی را در مدرسه به او بدهد تا بسازد. اگر خوب ساخت مزدش را بدهد و اگر بد ساخت هم که خدمتی کرده و شریک ثواب ساخت مدرسه شده‌است. سپهسالار با این درخواست موافقت می‌کند و بنای راهرو و آبریزگاه (مستراح) را به او می‌دهد. جعفرخان معمار هم یک حصار ضخیم می‌کشد و شرط می‌کند کسی وارد نشود و در کارش مداخله نکند. بعد از ۲۵ روز کار ساخت آن قسمت تمام می‌شود و از سپهسالار دعوت می‌کند تا به تماشا بیاید. معماران و بناها هم همراه سپهسالار به تماشا می‌آیند و می‌بینند هفت سقف معلق زده‌است مانند هفت کاسه معکوس و همه تحسینش می‌کنند. سپهسالار به او ۱۰۰ تومان پول جایزه می‌دهد و بعد هم امر می‌کند تا از فردا همه زیر دست او کار کنند. گنبد و گلدسته هم که بعداً ساخته شد کار دست همین جعفرخان معمار است. جعفرخان در زمان رضاشاه پیر شده بود با این‌حال بنای کاخ سعدآباد را به دستور و نقشه او ساختند و همه مهندس‌های آلمانی و انگلیسی که برای ساخت کاخ احضار شده بودند، اعتراف کردند که با حضور معماری چون جعفرخان اصلاً احتیاجی به حضور ما نیست.